# Flugplatz Blaubeuren

i7
i11
i13
Der Sonderlandeplatz Blaubeuren (ICAO-Code: EDMC) liegt etwa einen Kilometer nordöstlich der Stadt Blaubeuren auf der Schwäbischen Alb in Baden-Württemberg auf einer Höhe von 2217 ft (676 m).
Er wird durch die Fliegergruppe Blaubeuren e. V. betrieben.
Segelflugzeuge, Motorsegler, Ultraleichtflugzeuge, Hängegleiter, Flugzeuge bis 2000 kg und Hubschrauber bis 3000 kg dürfen hier starten und landen.